# Chiesa dei Santi Pietro e Paolo (Galatina)
La chiesa di San Pietro e Paolo è la chiesa madre di Galatina alta 36 metri
Affacciata su piazza San Pietro, nell'area del centro storico dove un tempo sorgeva la Porta Maggiore, la chiesa matrice dei Santi Pietro e Paolo si presenta con una scenografica facciata, segno del gusto barocco, che caratterizza gran parte dell'edilizia religiosa e privata della città. 
L'attuale chiesa è frutto di un rifacimento avvenuto tra gli anni trenta e quaranta del XVII secolo, per volere dell'Universitas che conferì alla chiesa matrice un ruolo di primo piano rispetto alle altre chiese cittadine. Il terremoto del 1743 la danneggiò profondamente e, nella seconda metà del secolo, si intervenne con diversi rifacimenti. 
Sorge sul luogo di un precedente edificio religioso. Si sa per certo che nel 1355 si pose mano al rifacimento di una preesistente cappella nella quale si celebrava in rito greco. Il greco rimase la lingua ufficiale nei riti di questa chiesa sino alla metà del Cinquecento. La città era, infatti, considerata greca (oppidum graecorum).

## Prospetto

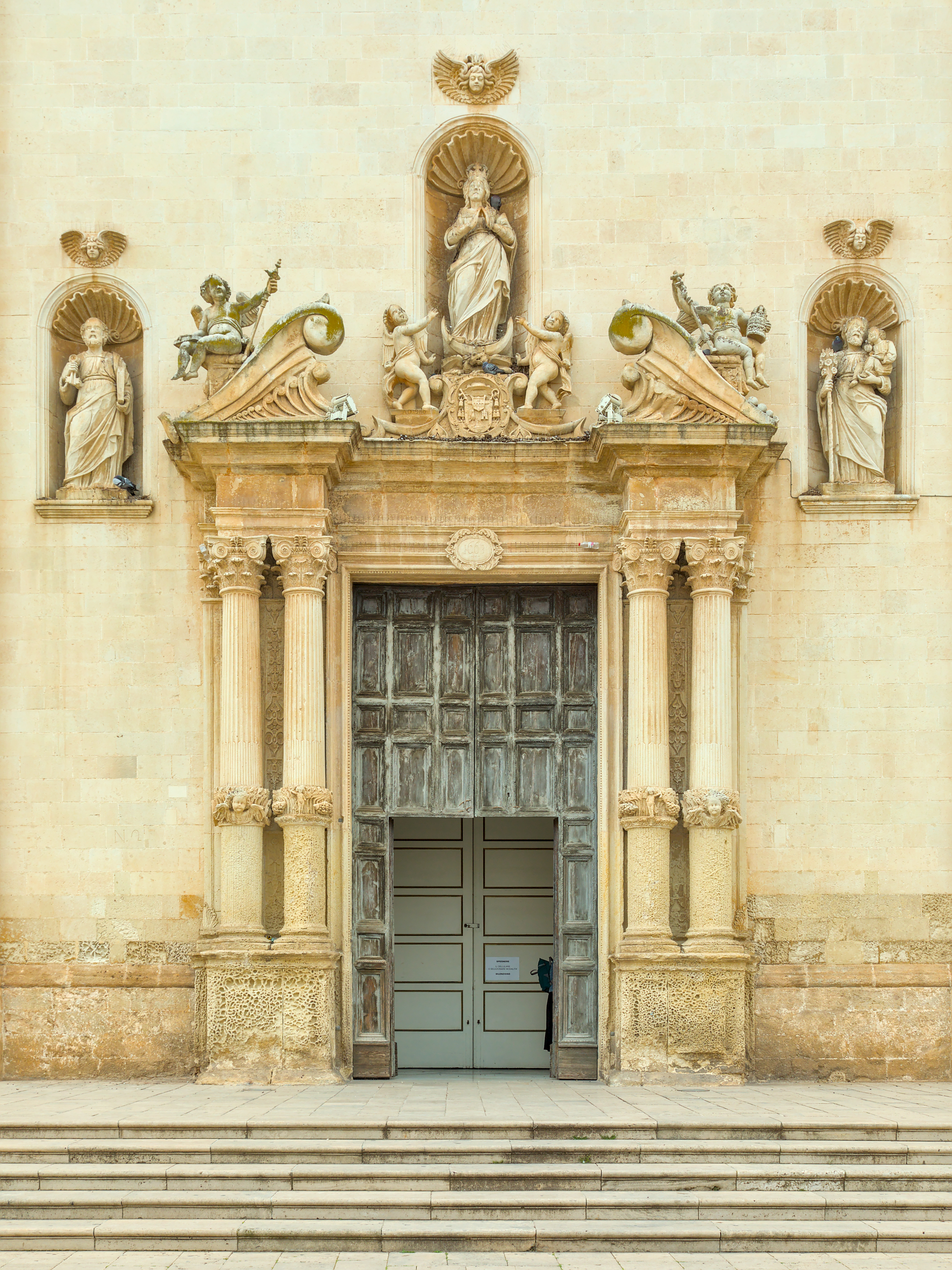
Portale maggiore

Il prospetto reca il segno delle due fasi costruttive. 
Nell'ordine inferiore, scandito da paraste, si aprono i tre portali e le due finestre riccamente decorati, ai quali intervenne Giuseppe Zimbalo. Nella parte centrale si apre la porta principale delimitata da un doppio ordine di colonne che sorreggono un architrave al centro del quale vi è la data 1633; sull'architrave due cimose barocche conducono verso la nicchia con la statua dell'Immacolata a cui era dedicata inizialmente la chiesa. Alla base della nicchia vi è lo stemma di mons. Adarso, vescovo di Otranto, e più in basso vi sono due nicchie ospitanti le statue di san Pietro e san Giuseppe. 
Nelle zone laterali si aprono le porte secondarie, più piccole di quella centrale e di colonnato semplice. Sull'architrave di queste vi sono le nicchie con le statue di san Raimondo Nonnato e san Pietro Nolasco. Chiudono e completano l'arredo due preziosi finestroni e gli stemmi dell'arcivescovo Adarso.
Nell'ordine superiore le due paraste delimitano lo spazio centrale in cui sono inserite la finestra riccamente fregiata e le due nicchie contenenti le statue di san Trifone e san Paolo. Lateralmente svettano vasi ricolmi di fiori e si adagiano le eleganti volute a raccordo del timpano che inquadra lo stemma civico.

## Interno

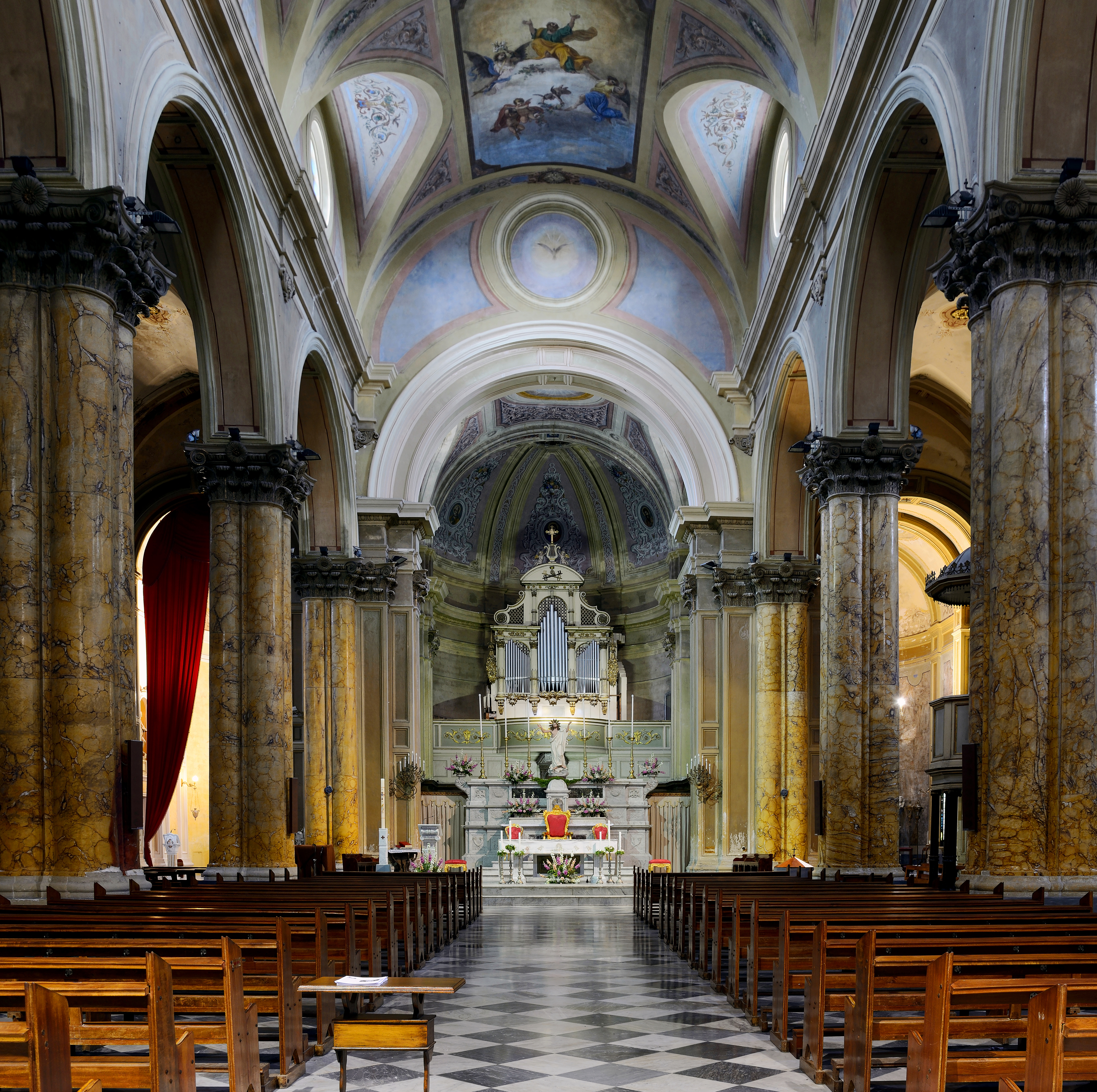
L'interno

L'interno della chiesa subì significativi interventi tra il 1657 e il 1674 sotto l'arcivescovo Adarzo de Santander dell'Ordine dei mercedari: a lui si devono l'elevazione dell'edificio a collegiata, nel 1663, e la costruzione del cappellone del SS. Sacramento andato in seguito distrutto. Alla sua committenza si attribuiscono due tele collocate nel coro raffiguranti La profezia di Isaia sulla nascita del Messia dalla Vergine e la Traditio Clavium.
La chiesa presenta un impianto a tre navate scandite da arcate impostate su pilastri ruotati di 45 gradi su cui si addossano quattro semicolonne. Le navate laterali, coperta con volta a crociera, terminano in due ampie cappelle, mentre quella centrale con le capriate nascoste da una volta a botte lunettata, è chiusa da un ampio presbiterio con profondo coro. 
Gli ambienti interni, quasi interamente rifatti nel 1875, presentano nella volta della navata centrale affreschi del pittore napoletano Vincenzo Paliotti, riguardanti la vita di san Pietro e raffiguranti La liberazione di san Pietro dal carcere, Il miracolo di san Pietro, La consegna delle chiavi, La gloria di san Pietro. 
Tra i dipinti e le sculture che si conservano in chiesa, a testimonianza delle complesse vicende storico-artistiche dell'edificio, si segnalano: nella navata destra le tele dell'Assunzione (XVII secolo) e di San Francesco che riceve le stimmate (fine XVI secolo); nella navata sinistra la Madonna del rosario e santi (XVII secolo), la Crocifissione di san Pietro di Pietro Picca (seconda metà del XVII secolo), l'Immacolata di Oronzo Tiso (fine XVI secolo) e la Vergine del Carmine con le anime purganti (XVII secolo); in controfacciata la Lavanda dei piedi di Serafino Elmo del 1756 e le due tele raffiguranti Gesù che cammina sulle acque e l'Apparizione di Cristo a san Pietro. Nelle cappelle di fondo delle navate laterali trovano posto: la statua dell'Immacolata attribuita al napoletano Giuseppe Sammartino (XVIII secolo) e quella di san Pietro del leccese Giuseppe Cino (XVII secolo). Nella cappella di San Pietro si conserva un antico busto argenteo del santo e la pietra dove, secondo la tradizione, l'apostolo sedette durante la sua sosta a Galatina, nel viaggio verso Roma.